# Xylospongio

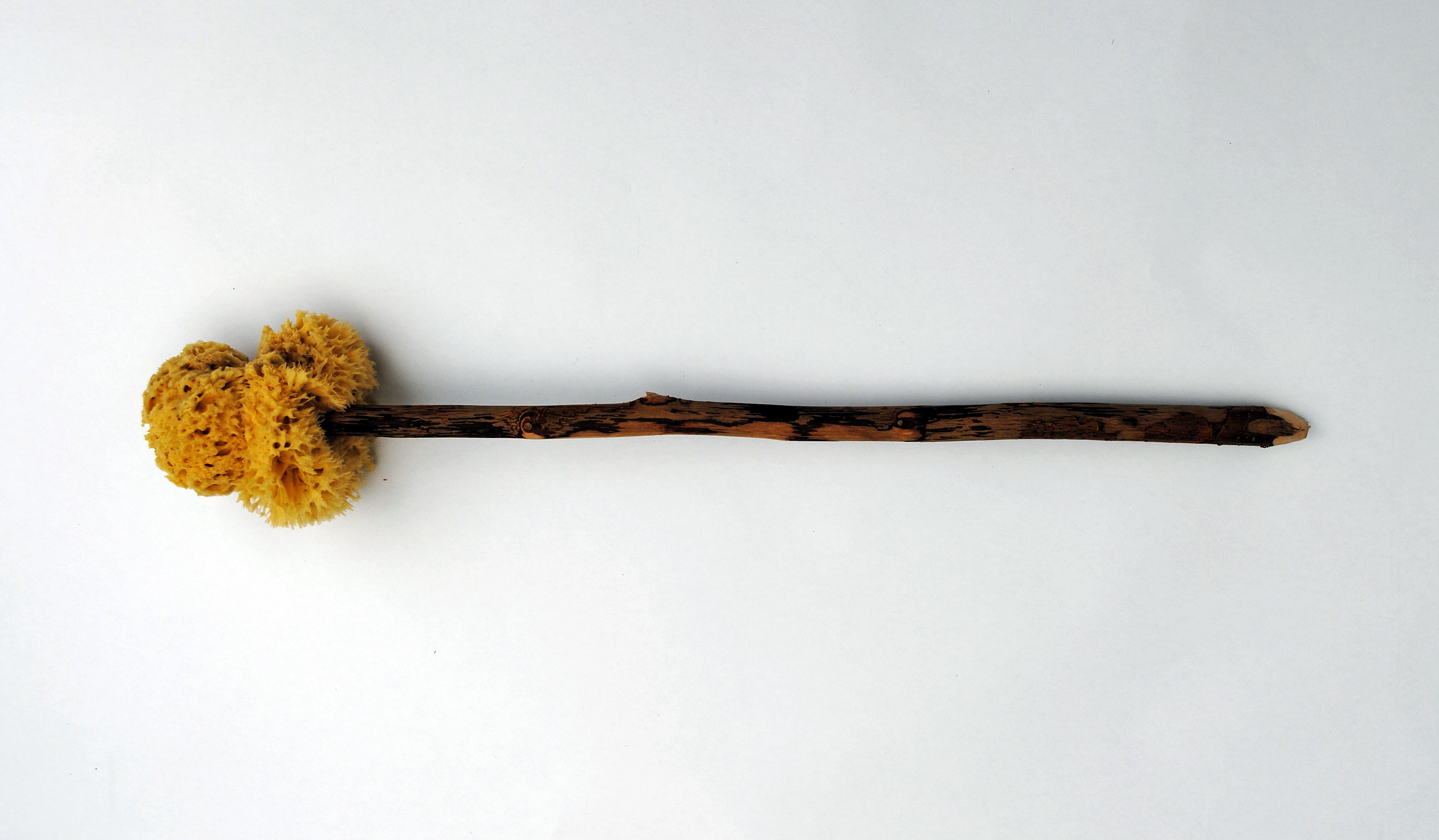
Una réplica de un xylospongium (esponja en un palo)

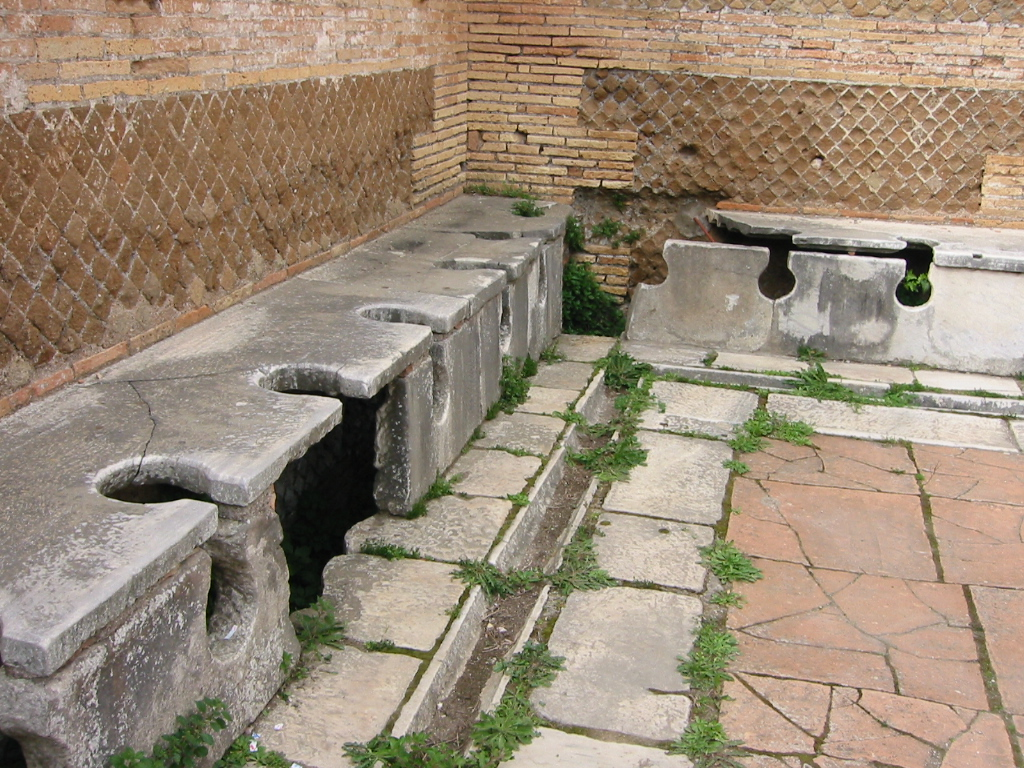
Antiguas letrinas romanas en Ostia Antica

El xylospongium o tersorium, también conocido como «esponja en un palo», era un utensilio higiénico utilizado por los antiguos romanos para limpiar después de defecar, que consistía en un palo de madera (griego: ξύλον, Xylon) con una esponja marina (griego: Σπόγγος, Spongos) fija en un extremo.

## Utilización
El tersorium fue compartido por personas que usaban letrinas públicas. Para limpiar la esponja, se lavaba en un balde con agua y sal o vinagre, lo que daba espacio a la propagación de bacterias.
En la Antigüedad clásica, se podía usar un xilospongium como cepillo de baño.
El descubrimiento de numerosas piezas de tela en un antiguo pozo biológico en Herculano llevó al arqueólogo Mark Robinson a especular que estos fragmentos se usaban para la limpieza, en lugar del papel higiénico que se usa hoy en día.

## Historia
En los baños termales de los Siete sabios en Ostia, un fresco del siglo II contiene la inscripción con la que los visitantes eran realmente invitados a usar esta herramienta:(u) taris xylosphongio, que es la primera mención conocida del término. También a principios del siglo II, una carta en papiro de Claudio Terentiano a su padre Claudio Tiberiano usa el término xylospongium en una frase. De hecho, el término también se usó en un sentido despectivo o como un insulto.
A mediados del siglo I, Séneca informó que un gladiador germánico se había suicidado con una esponja en un palo. El germánico se escondió en la letrina de un anfiteatro y se metió el palo de madera en la garganta hasta morir ahogado.

Traducción:

20. Recientemente, en los juegos entre gladiadores y bestias feroces, uno de los germanos, mientras se preparaba para el espectáculo de la mañana, salió para hacer de cuerpo, siendo el único momento en que podía estar solo sin supervisión; allí tomó un palo, con una esponja adjunta utilizada para limpiar la suciedad, y se lo clavó en la garganta y se asfixió hasta morir. Así que estaba en desacato a la muerte. Así es, de una manera sucia e indecente: ¿Quién es más estúpido que los que mueren de forma molesta?

21. ¡Oh, hombre fuerte, digno de elegir su propio destino! Cuán firmemente pudo haber usado su espada, cuán valientemente pudo haberse lanzado al mar profundo o a un barranco. Aunque estaba desprovisto de todos los medios, fue capaz de encontrar una manera de darse la muerte y un arma, sabiendo que el único obstáculo para la muerte es la ausencia de voluntad: nos lo demuestra. Cada uno piense como quiera del acto de este hombre, pero que quede claro que, más que una esclavitud muy limpia, hay que preferir la muerte a una muerte muy sucia.
Latín

20. Nuper in ludo bestiariorum unus e Germanis, cum ad matutina spectacula pararetur, secessit ad exonerandum corpus, nullum aliud illi dabatur sine custode secretum; ibi lignum id quod ad emundanda obscena adhaerente spongia positum est totum in gulam farsit et interclusis faucibus spiritum elisit. Hoc fuit morti contumeliam facere. Ita prorsus, parum munde et parum decenter: quid est stultius quam fastidiose mori?

21. O virum fortem, o dignum cui fati daretur electio! Quam fortiter ille gladio usus esset, quam animose in profundam se altitudinem maris aut abscisae rupis immisisset! Undique destitutus invenit quemadmodum et mortem sibi deberet et telum, ut scias ad moriendum nihil aliud in mora esse quam velle. Existimetur de facto hominis acerrimi ut cuique visum erit, dum hoc constet, praeferendam esse spurcissimam mortem servituti mundissimae.
Séneca,Cartas a Lucilio, Liber VIII, 70 (20-
21)